# 伊勢美琴
伊勢 美琴（いせ みこと、1988年7月1日 - ）は、日本の歌手、女優、タレント。
大阪府出身。DEF MUSIC ENTERTAINMENT→ Dプロモーション所属。身長171cm。血液型はA型。
以前はダンスボーカルグループ『BIRTH』唯一の女性メンバーとして活動をしていたが、2016年、ソロ、女優への転身を理由にグループを卒業している。

## 出演作品
テレビ
- KBS京都/テレビ和歌山『ビューティーコレクション』 番組コーナー『ビューティーロード』を担当：2010年～2011年
- 『未来定番曲』ゲスト出演(2014.12)
- 『夢かなえるまで2』ゲストLIVE出演

舞台
- hishidas「政府登録國際観光旅館」(作・演出 菱田信也) 主演 紙屋美紀子(あなた) 役 ＠シアター・エートー
- hishidas「歌って踊るスナイパー物語〜パパと呼ばないで」(作・演出 菱田信也)ヒロイン 冴子 役 ＠シアター・エートー
- hishidas「ラストダンスはどなたに」(作・演出 菱田信也)主演 小暮渚 役@シアター・エートー
- 劇団まげもん「よいではないか21」喜代役 @ABCホール
- Team KASAI「ナニワ悪名伝」(演出 萩庭貞明) シャオリン役 @大丸劇場
- B.SQUARE「愛したい。殺したい。～殺人者たちの哀歌～」(2017)
- TEAM Kasai 「元禄 悪名伝スペシャルⅡ」演出：紅壱子(2017)
- hishidas「歌って踊るスナイパー物語〜パパと呼ばないで」(作・演出 菱田信也) ヒロイン 冴子 役 ＠シアター・エートー
- hishidas「ラストダンスはどなたに」(作・演出 菱田信也) 主演 小暮渚 役@シアター・エートー
- hishidas「ナオミの夢」(作・演出 菱田信也) 伊勢山プロデューサー 役 @シアター・エートー
- soars music theater「旋律クロスロード」（脚本・演出：大塚宣幸） ヒロイン 香坂美尋役

映画
- 「彼女がその名を知らない鳥たち」居酒屋店員役(2017)
- 「パンク侍、切られて候」腹ふり党 役
- ニコラス・ケイジ主演×園子温監督『プリズナーズ・オブ・ゴーストランド』 （2021.10.08公開） yujyoGirls役

イベント
- 24時間TVチャリティーイベント『ワンダーラボリューション』(2011.08)
- Micro Faceファッションショー ゲストモデル出演
- 『S.curve studio』ファッションショー ゲストモデル出演(2011)
- 『BIRTHツアーファイナル@なんばHatch』OPアクト出演(2012.04)
- 『きみに読む物語@なんばHatch』LIVE出演(2012.08)
- 『DREAMS FESTIVAL@赤坂Blitz』ゲストLIVE出演(2013.09)
- 東北大震災 復興フェスイベント『福魂祭』出演(2015.03)
- Zepp Nagoya ワンマンライブ(2015.12)
- 『ARIO FES DAY2』出演(2016.05)
- 『アリオ八尾×World Weddingウェディングサマーフェス』出演(2016.06)

リリース
- 2013年7月ミニアルバム『BIRTH』リリース 全国流通インディーズデビュー
- 2014年1月22日 BIRTH1st Single『DO YOUR BEST』
- 2014年06月25日 2nd Single『きみに読む物語-I love youの意味-』
- 2014年12月24日 3rd Single『Belle vie-そばにいるから-』リリース
- 2016年03月23日 配信限定EP『PRINCESS』リリース

Radio
- FM大阪『BIRTHが読む物語』レギュラー出演(2014)
- ラジオ関西『CRK MUSIC H.E.A.D.S』ゲスト出演(2013.09)

その他
- 渋谷発 女性アーティストLIVEイベント『GIRL‘S POWER』主催(2014.11～)
- MV　梅田サイファー「いつかまた」 feat. KBD, tella, コーラ, peko, teppei, KZ & R-指定 (prod.tofubeats) カメラマン役